# Aubry-du-Hainaut
Aubry-du-Hainaut är en kommun i departementet Nord i regionen Hauts-de-France i norra Frankrike. Kommunen ligger i kantonen Valenciennes-Nord som tillhör arrondissementet Valenciennes. År 2022 hade Aubry-du-Hainaut 1 715 invånare.

## Befolkningsutveckling
Antalet invånare i kommunen Aubry-du-Hainaut
| Referens: INSEE |